# Бейнбридж Айланд
Бейнбридж Айланд (на английски: Bainbridge Island) е град в окръг Китсап, щата Вашингтон, САЩ. Бейнбридж Айланд е с население от 22 308 жители (2000) и обща площ от 169,7 km². Намира се на 60 m надморска височина. ЗИП кодът му е 98110, а телефонният му код е 206.